# 中屋大介
中屋 大介（なかや だいすけ、1978年2月3日 - ）は、日本の政治家。民主党所属の元衆議院議員（1期）。

## 経歴
1978年（昭和53年）、山口県宇部市生まれ。宇部市立藤山小学校、藤山中、山口県立宇部高等学校、九州大学教育学部を経て、九州大学大学院人間環境学府修了。福岡県人権研究所研究員を務める。
2005年（平成17年）、第44回衆議院議員総選挙福岡7区から立候補するが、落選。2008年（平成20年）、次期衆議院議員選挙で福岡7区の公認内定候補として決定していたが、代表の小沢一郎によって、野田国義に差し替えられる。
2009年（平成21年）、第45回衆議院議員総選挙比例九州ブロック単独候補として立候補するが、次点。2010年（平成22年）9月、比例九州ブロック復活当選の後藤英友が辞職したため、繰り上げ当選。
2012年（平成24年）3月24日、民主党山口県連の定期大会で同党最高顧問の菅直人の同席のもと、次期衆議院議員選挙で山口3区の公認内定候補として擁立されることが発表された。同年12月、第46回衆議院議員総選挙で自由民主党の河村建夫に大差で落選。
2013年（平成25年）4月、中央仏教学院に入学。

## 政策
- 憲法改正に賛成[3]。
- 集団的自衛権の行使を禁じた政府の憲法解釈を見直すことに反対[3]。
- 原子力規制委員会の新基準を満たした原発は再開すべきとしている[3]。
- 女性宮家の創設に反対[3]。
- 日本のTPP参加に賛成[3]。
- 選択的夫婦別姓制度の導入に賛成[4]。

## 所属していた団体・議員連盟
- 日韓議員連盟
- 海事振興連盟